# Most przy Cytadeli
Most przy Cytadeli, pełna nazwa most kolejowy przy Cytadeli lub most kolejowy pod Cytadelą – most kolejowy na Wiśle w Warszawie.
Pierwszy most o tej nazwie, nazywany II mostem, został oddany do użytku w listopadzie 1875 jako część linii obwodowej. Był to most kolejowo-drogowy. W latach 1905–1908 poniżej tego mostu powstał drugi (wyłącznie kolejowy), a most z 1875 został dostosowany w całości do potrzeb ruchu kołowego. Obydwa mosty zostały zniszczone przez Rosjan w sierpniu 1915 oraz przez Niemców we wrześniu 1944.
Most kolejowy (z 1908) został odbudowany w 1946 jako pierwszy stały most na Wiśle w Warszawie po zakończeniu II wojny światowej. Na filarach mostu drogowego (z 1875) w latach 1957–1959 zbudowano most Gdański.

## Historia
Pierwotnie mostem kolejowym, łączącym Dworzec Wiedeński z Dworcem Petersburskim, miał być most Kierbedzia. Zaniechano jednak prowadzenia linii kolejowej przez centrum Warszawy i most ten ukończono w 1864 wyłącznie jako drogowy (z torami dla tramwajów konnych).
Pierwszy warszawski most kolejowy, będący fragmentem budowanej linii obwodowej, powstał na północ od mostu Kierbedzia, przy warszawskiej Cytadeli. Jego projektantem był Tadeusz Chrzanowski, a przetarg na budowę wygrała warszawska firma Lilpop, Rau i Loewenstein. Na budowę przeprawy miał wpływ rosyjski Sztab Generalny, który chciał mieć możliwość szybkiego transportu kolejowego przez Wisłę. Most zlokalizowano przy Cytadeli, aby mogła go osłaniać znajdująca się tam artyleria.
Most był budowany od kwietnia 1873 i został otwarty w listopadzie 1875. Ponieważ został wybudowany jako drugi stały most w Warszawie (po moście Kierbedzia) był nazywany II mostem. Przeprawę wykonano według konstrukcji amerykańskiej, jako most dwupoziomowy, kolejowo-drogowy. Górą biegł tor kolejowy, a poziom dolny był przeznaczony do ruchu pieszego i kołowego. Piętro dolne początkowo przeznaczone było tylko dla ruchu wojskowego, jednak z czasem dopuszczono tam ruch cywilny. Most nie cieszył się jednak popularnością wśród mieszkańców Warszawy. Ułożony na górnym poziomie tor kolejowy składał się z czterech szyn ułożonych w taki sposób, aby mogły z niego korzystać zarówno pociągi szerokotorowe (1524 mm, tak jak linia warszawsko-petersburska oraz linia warszawsko-terespolska), jak i normalnotorowe (1435 mm, taki rozstaw szyn miała linia warszawsko-wiedeńska).
Stworzenie mostu i kolei obwodowej miało dla Warszawy duże znaczenie gospodarcze, m.in. przyspieszyło proces uprzemysłowienia Pragi, umożliwiając dostarczanie do fabryk na prawym brzegu Wisły węgla oraz innych surowców z Zagłębia Dąbrowskiego.
Most ten okazał się jednak niewystarczający, głównie z powodu posiadania tylko jednego toru kolejowego. W latach 1905–1908 wybudowano nowy most kolejowy przy Cytadeli, który został zaprojektowany przez Nikołaja Bielelubskiego. Powstał w odległości 32 metrów na północ od pierwszego i posiadał 2 tory kolejowe obydwu szerokości. Budowę prowadziło przedsiębiorstwo K. Rudzki i S-ka, a kratownice wykonały Zakłady Ostrowieckie. Po przeniesieniu w 1908 ruchu kolejowego na nową przeprawę, most z 1875 przestał być mostem kolejowym. Został przekazany miastu i zaadaptowany do ruchu wyłącznie drogowego i pieszego. Ponieważ jednak łączył dwie nieuprzemysłowione dzielnice miasta i nie miał znaczenia tranzytowego, w odróżnieniu od mostu kolejowego ruch na moście drogowym był bardzo niewielki.
W literaturze mosty są nazywane m.in. pierwszym i drugim mostem kolejowym przy Cytadeli, pierwszym i drugim mostem kolejowym pod Cytadelą oraz mostem drogowym pod Cytadelą i mostem kolejowym pod Cytadelą. Jednak kolejny, chronologicznie czwarty warszawski most – Poniatowskiego – warszawiacy nazywali Trzecim Mostem, gdyż mosty pod Cytadelą traktowali jako jeden.
Mosty wraz z mostami drogowymi: Kierbedzia i Poniatowskiego zostały wysadzone przez wycofujących się Rosjan 5 sierpnia 1915. Most z 1875 stracił dwa środkowe przęsła, a most z 1908 – cztery (trzecie, czwarte, piąte i szóste, licząc od strony Cytadeli). Obydwa zostały odbudowane przez Niemców jeszcze w czasie trwania I wojny światowej.
Po raz drugi w swojej historii mosty pod Cytadelą zostały wysadzone w czasie II wojny światowej, 13 września 1944, przez wycofujących się z Pragi Niemców.
Z uwagi na konieczność zaopatrywania wojsk na przesuwającym się na zachód froncie, w dniach 18 stycznia – 8 lutego 1945 radzieccy saperzy w odległości 25 metrów od mostu kolejowego wznieśli jednotorowy most kolejowy na drewnianych podporach. Przy budowie nasypu kolejowego zatrudniono kilka tysięcy cywilów. Brali w niej udział również polscy żołnierze z 4 Łużyckiej Brygady Saperów. Most został oddany do użytku 8 lutego 1945. Pełnił swoją funkcję do marca 1946, tj. odbudowy mostu z 1908. Został zniesiony przez krę 20 marca 1947. Jego relikty, podobnie jak i pozostałości konstrukcji po kesonie wykorzystywanym w trakcie budowy pierwszego mostu (1873), są widoczne w okresach niskiego stanu wody w Wiśle.
Po wojnie odbudowano tylko most kolejowy (z 1908). W marcu 1946 przywrócono ruch pociągów na jednym torze, a w lipcu 1947 – na dwóch torach. Pierwszy pociąg, prowadzony przez wiceministra komunikacji, przejechał przez most 19 marca 1946. Był to pierwszy stały most na Wiśle w Warszawie odbudowany po zakończeniu II wojny światowej.
Na filarach mostu z 1875 w latach 1957–1959 stanął most Gdański. Współczesne części mostu stoją dokładnie w tym samym miejscu (w miejscu swoich przedwojennych odpowiedników), a przyczółki mostowe przeprawy kolejowej pochodzą jeszcze z czasów carskich, podobnie jak większość przejazdów pod torami linii obwodowej.
W latach 2015–2019 most był remontowany; w tym czasie ruch odbywał się po jednym torze.
Fragment konstrukcji wydobytego z Wisły w 2008 drugiego mostu pod Cytadelą został umieszczony w Pontiseum na terenie Instytutu Badawczego Dróg i Mostów. W 2021 zabezpieczony przez instytut i przekazany miastu fragment mostu został (razem z fragmentami mostów Poniatowskiego i Kierbedzia) wyeksponowany w sąsiedztwie mostu Świętokrzyskiego, u zbiegu ul. Tamka i Zajęczej.

## Galeria

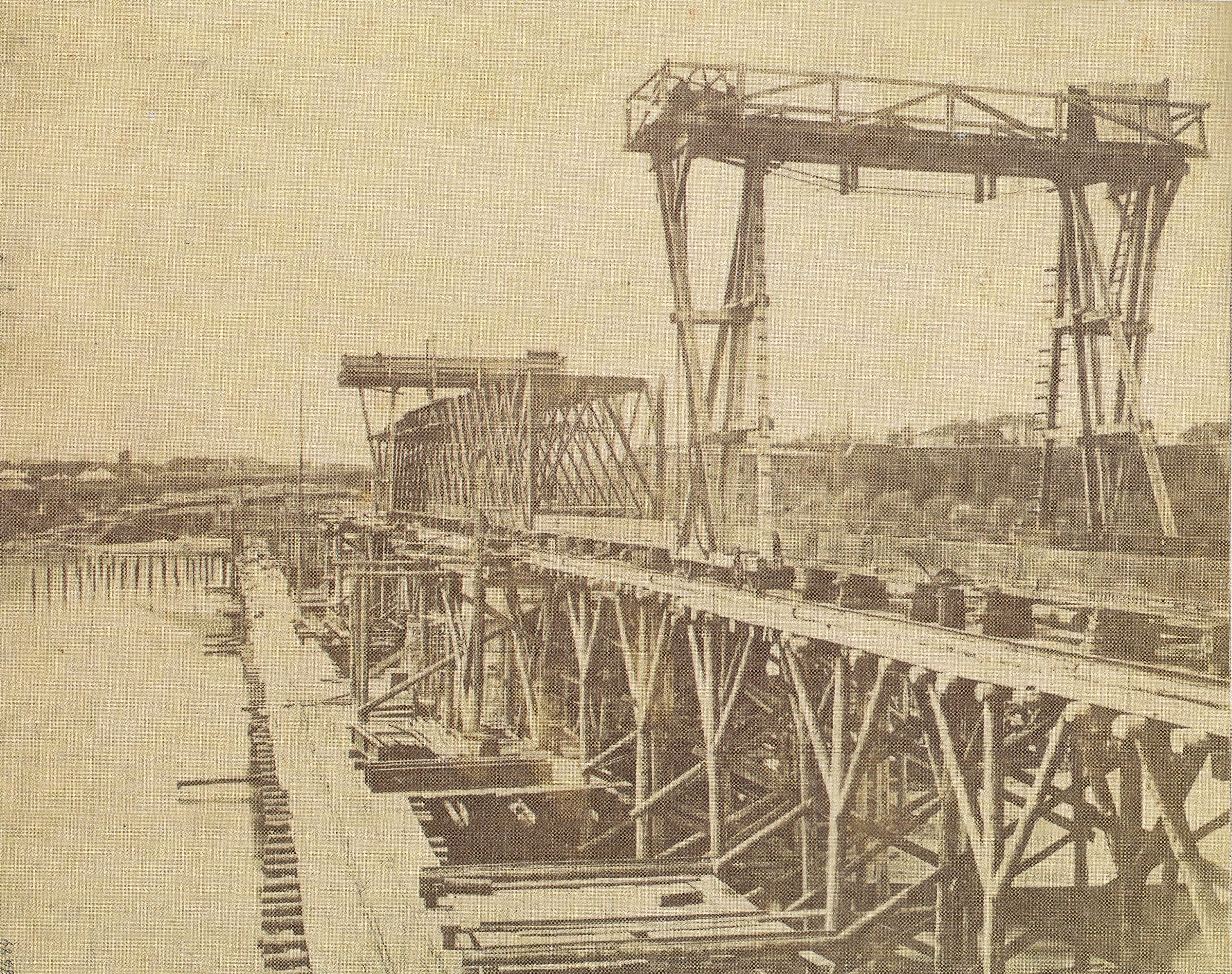
Budowa pierwszego mostu pod Cytadelą (1874)
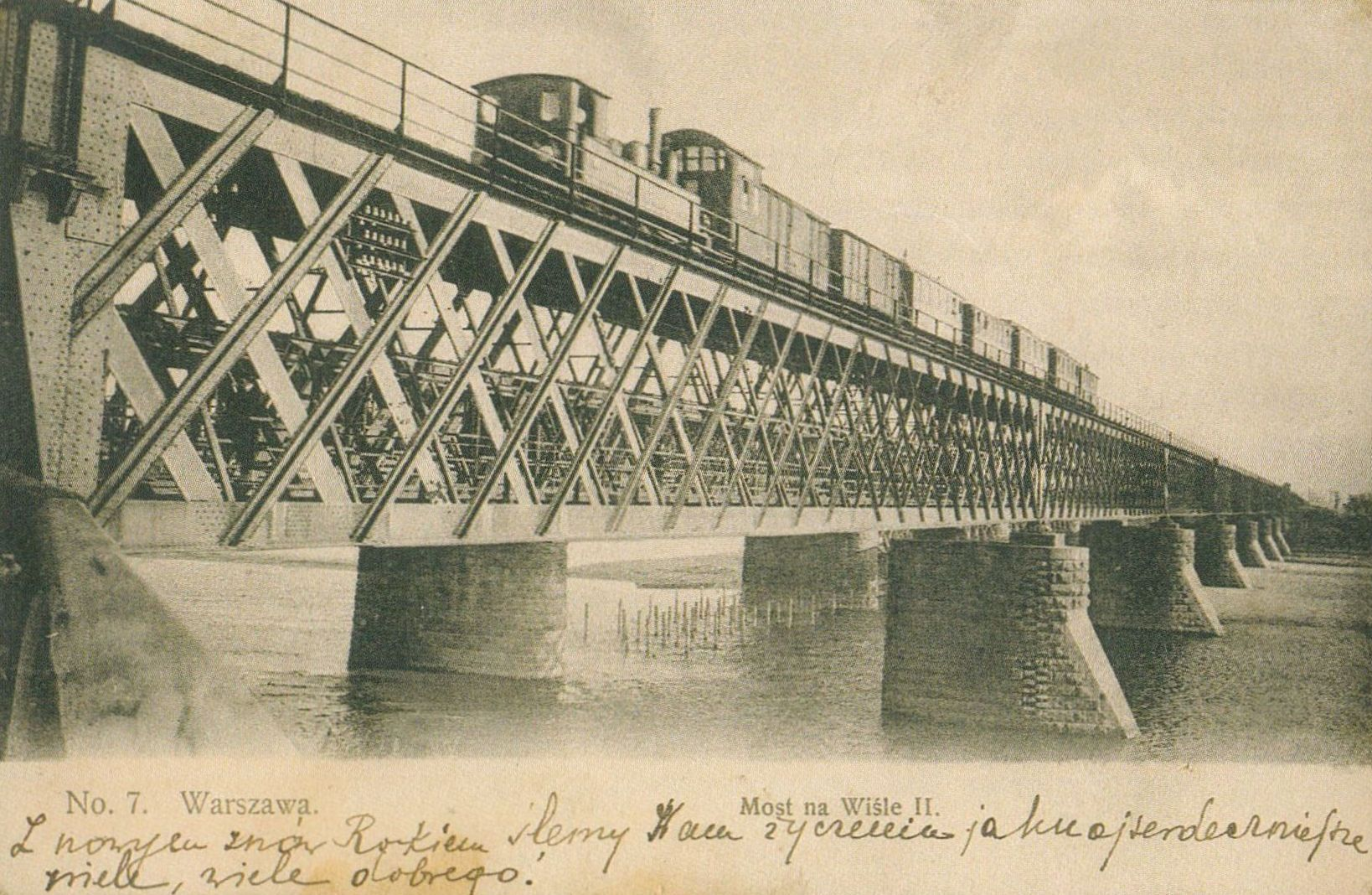
Pierwszy most ok. 1908
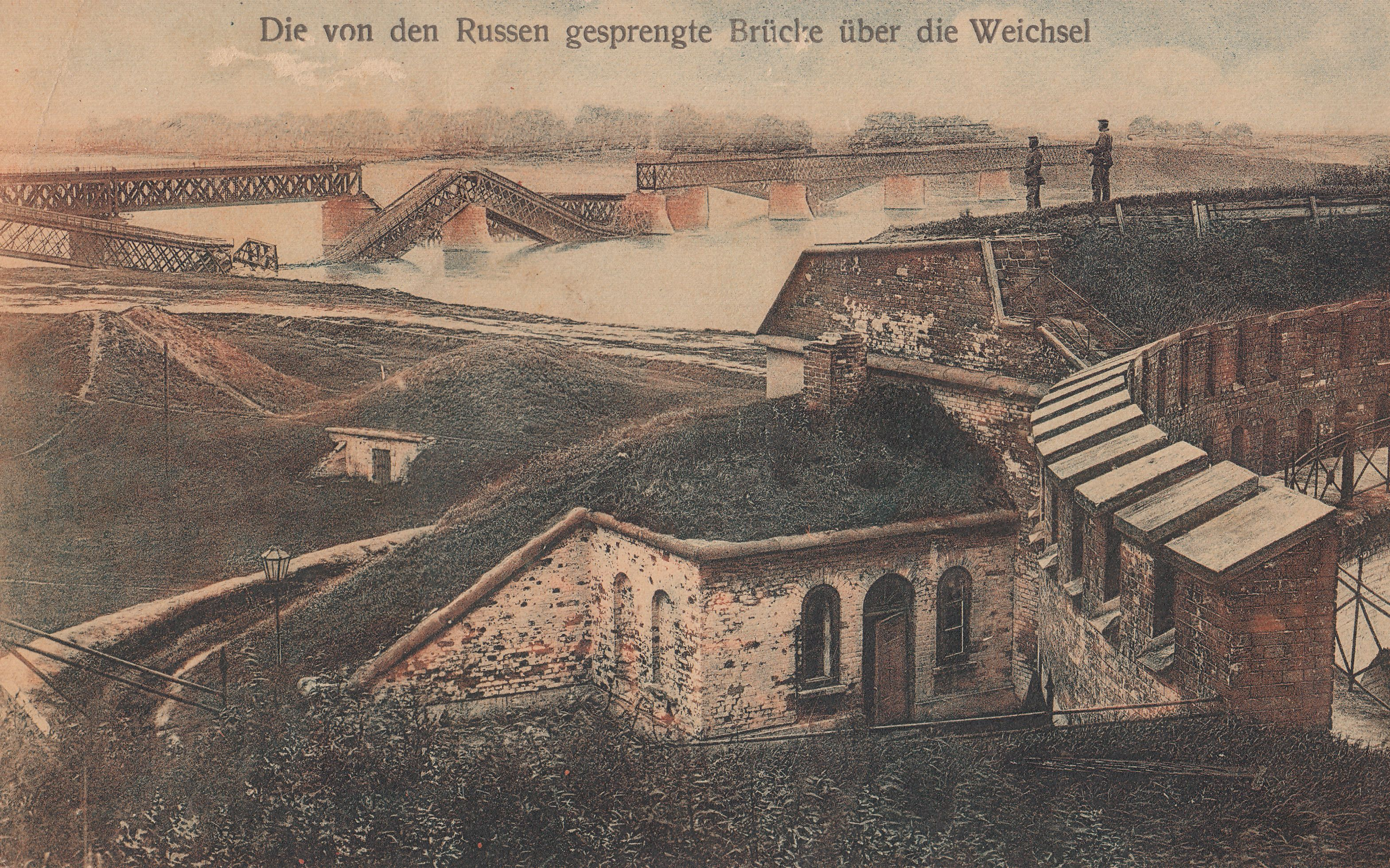
Zniszczone przez wycofujących się Rosjan mosty pod Cytadelą widziane z fortu Legionów, 1915
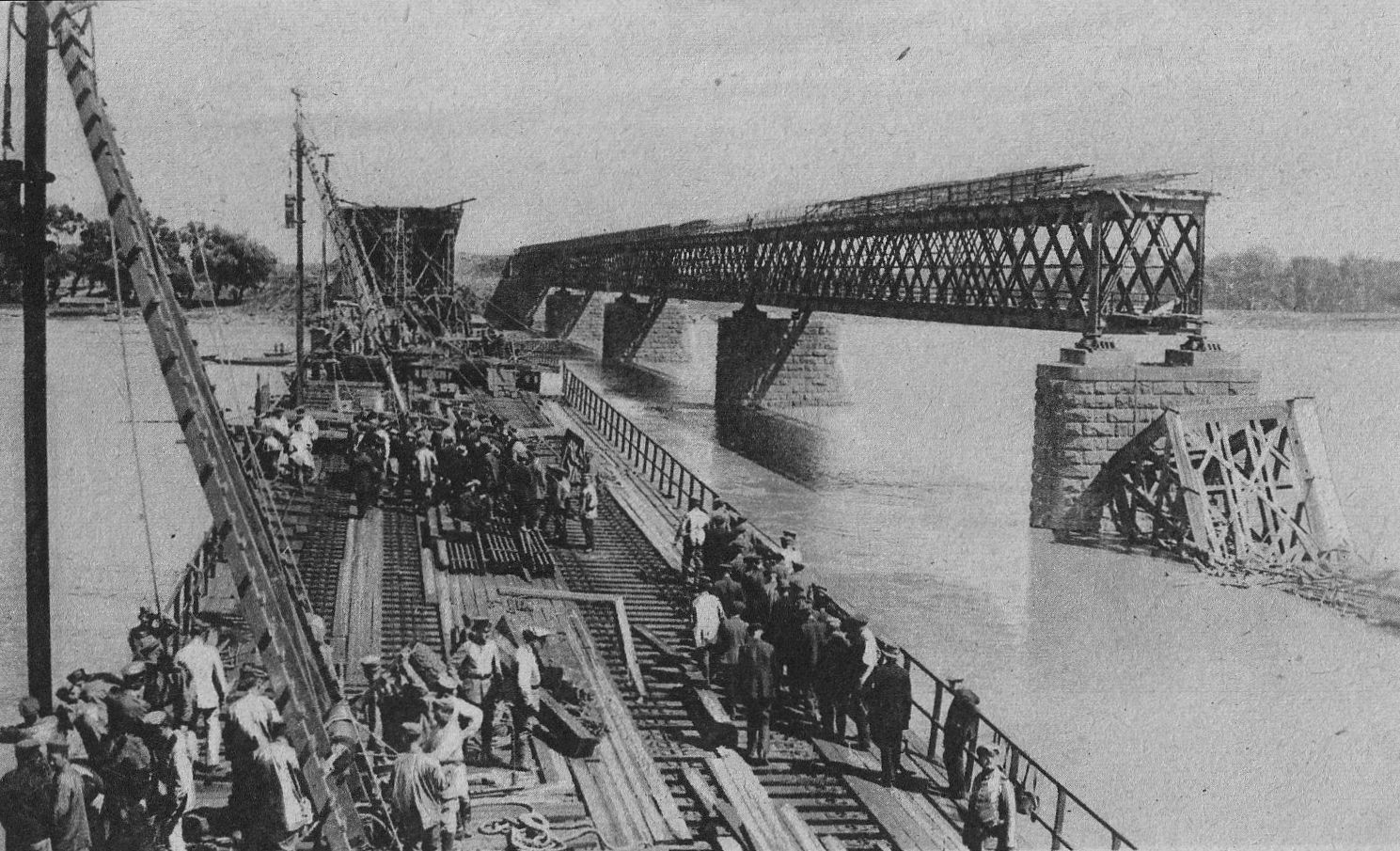
Odbudowa przez Niemców mostu kolejowego pod Cytadelą
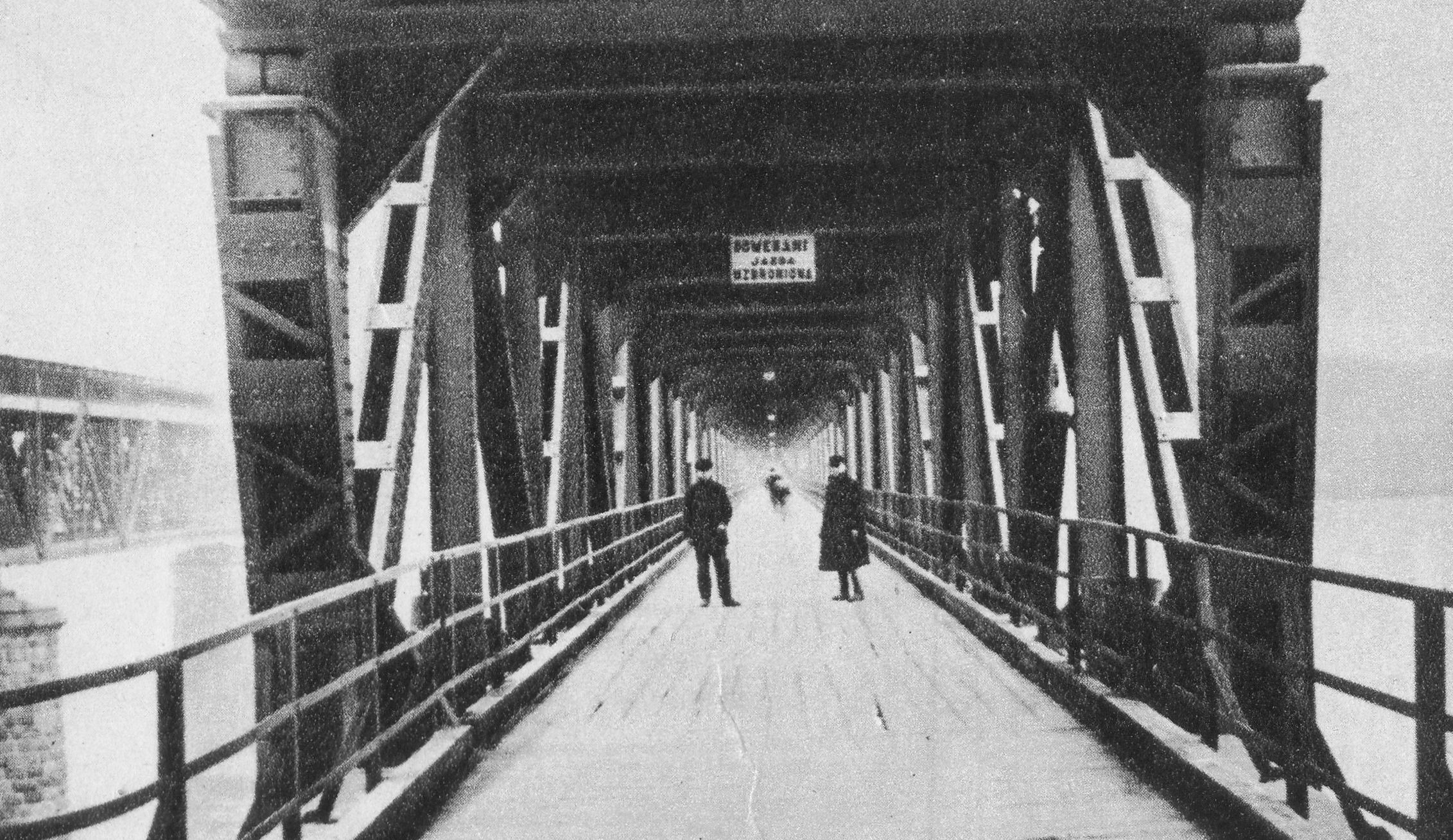
Dolny poziom pierwszego mostu w okresie międzywojennym
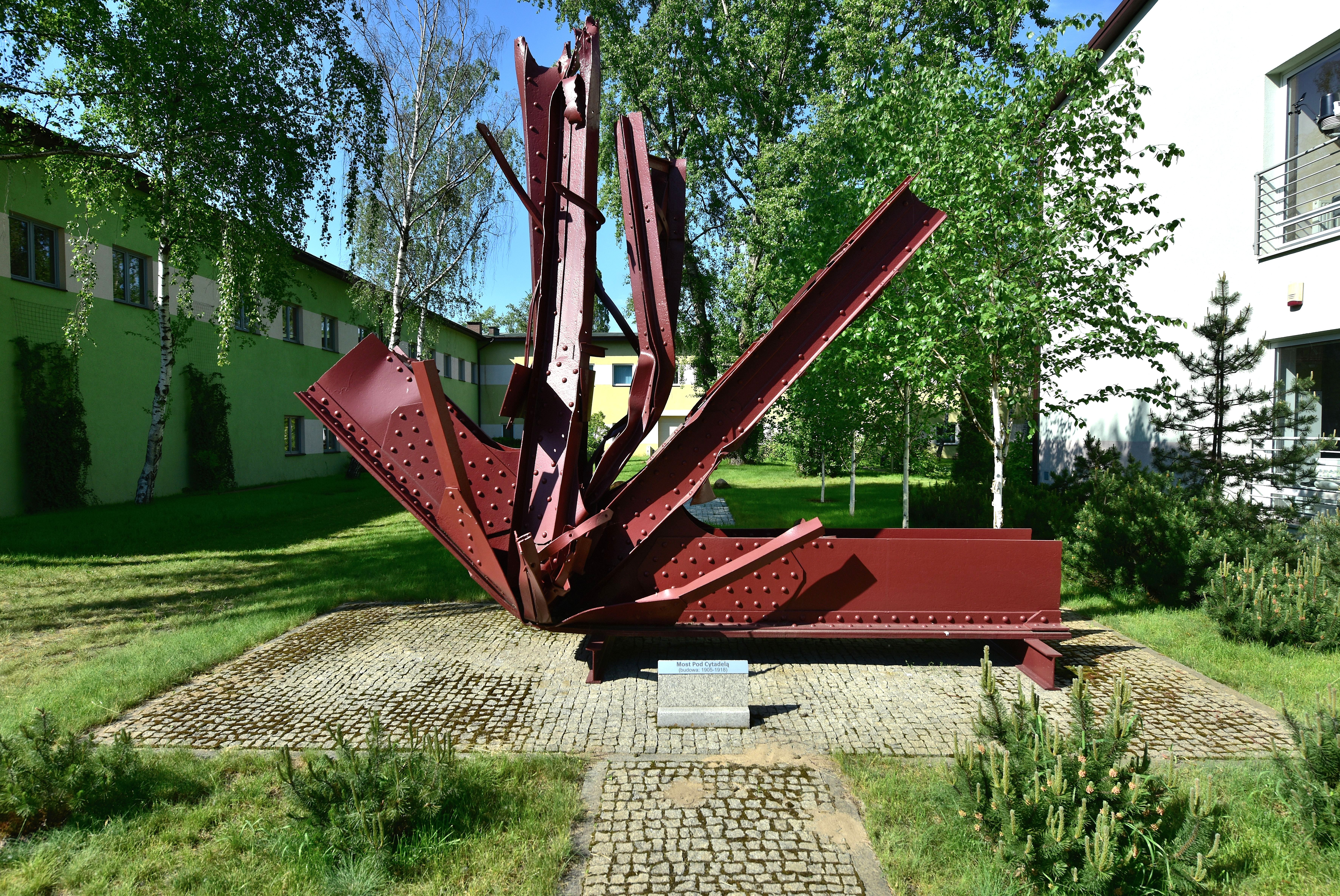
Fragment drugiego mostu pod Cytadelą (1905–1908) eksponowany w Pontiseum na terenie Instytutu Badawczego Dróg i Mostów